# HMS Champion (1878)
HMS Champion fue uno de las nueve corbetas de la clase Comus de la Royal Navy, construidas a finales de la década de 1870 y principios de la de 1880 según diseño de Nathaniel Barnaby . El Champion fue uno de los tres de la clase construidos por J. Elder & Co. y fue botado el 1 de julio de 1878. Fue el tercer buque con este nombre en la Royal Navy.

## Diseño y construcción
El Champion era una corbeta de una sola hélice (luego clasificada como crucero de tercera clase) diseñada para el servicio de crucero distante para el Imperio Británico. La intención de la Royal Navy era utilizar la clase como nave exploradora de la flota, pero debido a su baja velocidad, la clase se utilizó principalmente para protección en todo el mundo. Construido con marcos de hierro y chapa de acero, Champion se enfundó con dos capas de madera de teca y se enfundó con cobre . El casco estaba desprotegido excepto por un 1.5 in (38 mm) de blindaje sobre los espacios de máquinas. con cierta protección adicional ofrecida por los búnkeres de carbón que flanquean los espacios del motor y los cargadores. Marcaron un paso adelante dramático en la habitabilidad básica, con una ventilación mejorada debajo de la cubierta, una enfermería e incluso una biblioteca dentro del barco.

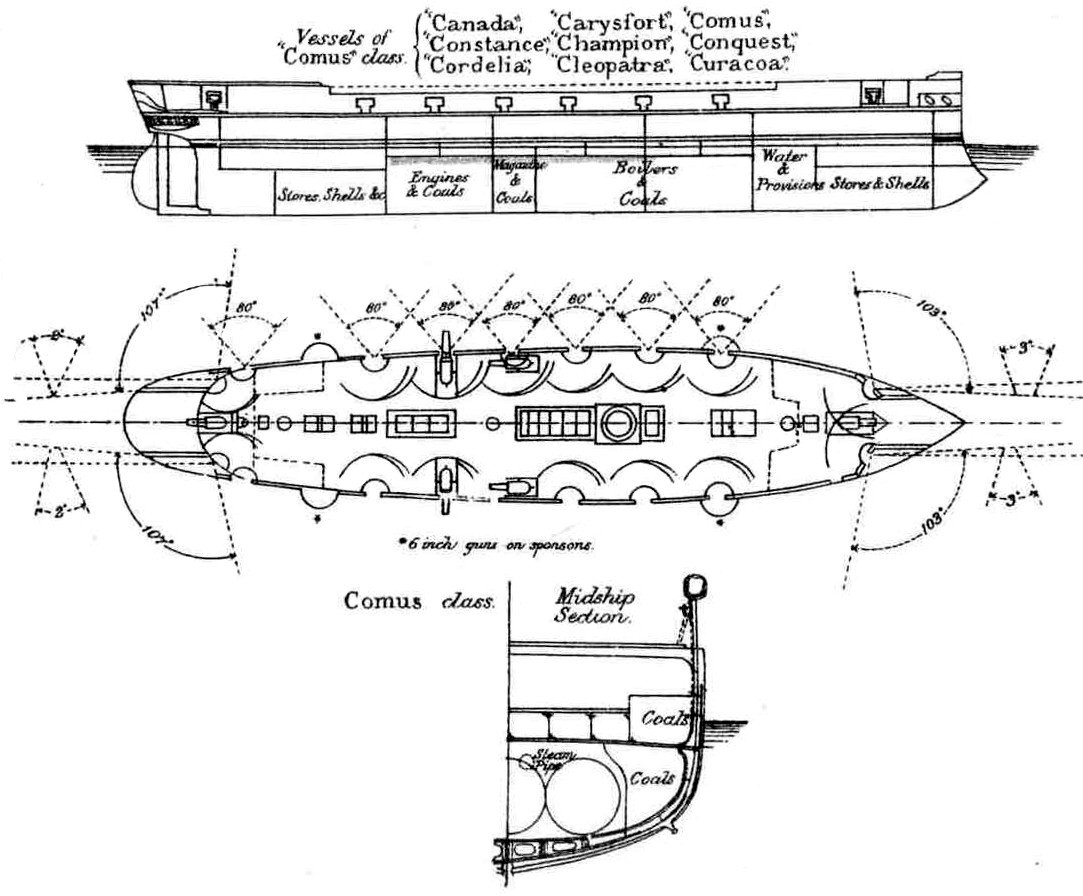
Diagrama de la clase Comus

El Champion tenía aparejos, con pasarelas cuadradas en los tres mástiles. Ella y su clase estaban entre las últimas corbetas de vela. El buque también estaba equipado con una máquina de vapor que accionaba una sola hélice con 2.590 caballos de fuerza; para reducir la resistencia, esta hélice se podía izar en una ranura cortada en la quilla cuando el barco navegaba a vela.
fue botado el 1 de julio de 1878 y comisionado el 7 de diciembre de 1880.

## Historia
Champion estaba preparado para el mar en Sheerness . Visitó Amoy, China en abril de 1886 y estuvo basada en el Pacífico desde 1890 con la Estación China .
En agosto de 1891 bajo el mando del Capitán Frederick St Clair, Champion cooperó en un desembarco conjunto de buques de guerra franceses, estadounidenses y alemanes en Valparaíso, Chile, para proteger a los civiles y sus respectivos consulados durante la Guerra Civil de 1891 . Los oficiales de los partidos internacionales se colocaron frente a las bocas de unas ametralladoras con las que el presidente electo había amenazado a la población civil, esto según el historiador irlandés Lecky. En otras fuentes se plantea que se dirigió a Chile en apoyo de los intereses británicos en la zona, bajo influencias del coronel John Tomas North y de partidarios del Congreso, tomando una participación parcial durante el conflicto capturando navíos y amenazando navíos partidarios al presidente. Durante 1892, el Champion hizo un mapa del atolón Johnston, con la esperanza de que pudiera ser adecuado como estación de cable. El 16 de enero de 1893, la Legación de Hawai en Londres informó sobre una conferencia diplomática sobre esta ocupación temporal de la isla. En 1893, bajo el mando del Capitán Rookes, Champion visitó la isla Pitcairn, tiempo durante el cual el Capitán Rookes preparó un código penal y reorganizó el gobierno de la colonia.
Champion estuvo presente en la Revista Naval en Spithead en celebración del Jubileo de Diamante el 26 de junio de 1897.
A partir de 1904, fue colocada en servicio portuario como buque escuela y se convirtió en buque escuela de fogoneros en Chatham . Durante la Primera Guerra Mundial estuvo amarrada en medio del Támesis entre Cliffe Fort y Coalhouse Fort, donde fue utilizada por el River Examination Service para controlar el tráfico fluvial. El 23 de junio de 1919, su casco fue vendido a Hughes Bolckow, Blyth para su desguace.

## Citas
1. ↑  Bastock, p.107.
2. 1 2  Archibald, p. 43
3. ↑  Osbon, pp. 195–98
4. 1 2  Chesneau,  Conway's All the World's Fighting Ships, 1860–1905, p. 52-53.
5. ↑  Osbon, p. 201
6. ↑  Archibald, p. 49
7. ↑  Osbon, p. 196
8. ↑  Lecky 1913, p. 43
9. ↑  EDICIONES B, ed. (2020). El rey del salitre que derrotó a Balmaceda. EDICIONES B. ISBN 9789566056225.
10. ↑  Smith, Victor T. C. (1985). Coalhouse Fort and the Artillery Defences at East Tilbury. Coalhouse Fort Project. p. 23.